# دهه ۲۱۰ (میلادی)
دهه ۲۱۰ (میلادی) دهه بیست و یکم تقویم میلادی است.

## درگذشتگان
‎